# GP van Hasselt 2013
De 9e editie van de cyclocross GP van Hasselt in Hasselt werd gehouden op 16 november 2013. De wedstrijd maakte deel uit van de bpost bank trofee 2013-2014. De titelverdediger was de Belg Sven Nys, die ook dit jaar won.

## Mannen elite

### Uitslag
| Plaats | Naam                | Ploeg                 | Tijd   |
| ------ | ------------------- | --------------------- | ------ |
| 1      | Sven Nys            | Crelan-Euphony        | 59'52" |
| 2      | Niels Albert        | BKCP-Powerplus        | z.t.   |
| 3      | Klaas Vantornout    | Sunweb-Napoleon Games | z.t.   |
| 4      | Tom Meeusen         | Telenet-Fidea         | + 11"  |
| 5      | Corné van Kessel    | Telenet-Fidea         | + 21"  |
| 6      | Bart Aernouts       | AA Drink              | + 25"  |
| 7      | Bart Wellens        | Telenet-Fidea         | + 29"  |
| 8      | Wietse Bosmans      | BKCP-Powerplus        | + 31"  |
| 9      | Thijs van Amerongen | AA Drink              | z.t.   |
| 10     | Jim Aernouts        | Sunweb-Napoleon Games | + 43"  |
| 11     | 0                   |                       |        |
| 12     | 0                   |                       |        |
| 13     | 0                   |                       |        |
| 14     | 0                   |                       |        |
| 15     | 0                   |                       |        |

| Pos. | Punten |
| ---- | ------ |
| 1    | 80     |
| 2    | 60     |
| 3    | 40     |
| 4    | 30     |
| 5    | 25     |
| 6    | 20     |
| 7    | 17     |
| 8    | 15     |
| 9    | 12     |
| 10   | 10     |
| 11   | 8      |
| 12   | 5      |
| 13   | 4      |
| 14   | 2      |
| 15   | 1      |

2005 · 
2006 · 
2007 · 
2008 · 
2009 · 
2010 · 
2011 · 
2012 · 
2013 ·   
2014 ·
2014 · 
2015 · 
2017 ·   
2018
 GP Mario De Clercq · 
 Koppenbergcross · 
 GP van Hasselt · 
 GP Rouwmoer · 
 Azencross · 
 GP Sven Nys · 
 Krawatencross ·
 Internationale Sluitingsprijs